# Bruno-Marie Duffé
Bruno-Marie Duffé, né le 21 août 1951 à Lyon (Rhône), est un prêtre catholique français. Il est le secrétaire du dicastère pour le service du développement humain intégral de 2017 à 2021.

## Biographie
Il est ordonné prêtre pour le diocèse de Lyon en juin 1981.
Le 1er septembre 2015, il est nommé aumônier national du comité catholique contre la faim et pour le développement (CCFD-Terre solidaire),,.
Le 16 juin 2017, il est nommé secrétaire du dicastère pour le service du développement humain intégral,.